# صندوق أبو ظبي للتنمية
صندوق أبوظبي للتنمية تأسس في 15 يوليو 1971 كمؤسسة تابعة لحكومة أبوظبي تتولى مسؤولية تقديم المساعدات الخارجية، وبمرور السنوات رسخ الصندوق مكانته ضمن أبرز مؤسسات العون التنموي على مستوى العالم. ويتركز نشاط الصندوق على شقين رئيسيين يتمثل أحدهما في تقديم قروض تنموية ميسرة، وإدارة المنح التي تقدمها حكومة دولة الإمارات العربية المتحدة لتمويل مشاريع ترمي إلى تحقيق التنمية الاقتصادية والاجتماعية في الدول النامية.
أما الشق الثاني فيشمل المساهمة الرأسمالية في شركات منتقاه في مختلف القطاعات الحيوية في الدول النامية، بالإضافة إلى استثمار السيولة المتاحة لديه في أدوات مالية متنوعة.

## الأهداف
تماشياً مع رسالته والتزامه بتحقيق الأهداف التي أنشئ من أجلها، يركز صندوق أبوظبي للتنمية على ما يلي:
- تحقيق مساهمة فعالة في دفع عجلة التنمية المستدامة في الدول النامية، من خلال التركيز على مشاريع ترتقي بالبنى الأساسية وتحفز النمو الاقتصادي وتساهم في خلق الوظائف والاستثمارات.
- المساهمة في تحسين مستوى معيشة السكان في الدول النامية، والتخفيف من معاناتهم، من خلال التركيز على تمويل المشاريع التي تمس حياتهم اليومية، بدءاً من مشاريع البنية الأساسية وانتهاء بتطوير الخدمات الصحية والتعليمية المتاحة لهم، بما يساهم في تعزيز دورهم في دعم برامج التنمية في بلدانهم.
- ضمان ديمومة وتنمية أنشطة وعمليات الصندوق من خلال دعم موارده وإيراداته من خلال استثمار السيولة المتاحة لديه والاستثمار بمساهمات مباشرة في شركات بالدول النامية.

## حقائق وأرقام[7]
هذه الأرقام بناءا على التقرير المالي لعام 2023 :
| تاريخ تأسيس الصندوق              | 15 يوليو 1971    |
| رأس مال الصندوق                  | 16 مليار درهم    |
| المقر الرئيسي                    | أبوظبي           |
| إجمالي الإستثمارات               | 12.6 مليار درهم  |
| إجمالي التمويلات                 | 216 مليار درهم   |
| إجمالي المنح الحكومية            | 54.5 مليار درهم  |
| مجموع المنح والقروض              | 66 مليار درهم    |
| الدول المستفيدة من أنشطة الصندوق | 106 دولة         |
| عدد العمليات الممولة             | 376 عملية تنموية |

## النشاط التشغيلي لصندوق أبوظبي للتنمية
يعمل صندوق أبوظبي للتنمية، على دعم مسيرة التنمية في الدول النامية من خلال العمل على محورين أساسيين، يتمثل أولهما في تقديم القروض الميسرة وإدارة المنح الحكومية المخصصة لتمويل مشاريع تنموية في الدول النامية. ويتم التركيز في هذا المجال على القطاعات الأساسية كمشاريع البنية التحتية مثل الكهرباء والمياه، والطرق، والخدمات الاجتماعية والصحيه والتعليم وذلك لما لهذه القطاعات من دور مهم في الرقي بحياة الإنسان و توفير سبل العيش الكريم له، وتحفيز الأداء الاقتصادي.
أما المحور الثاني فيتمثل في تحقيق الاستغلال الأمثل لموارد الصندوق لضمان استدامة نشاطه في دعم مسيرة التنمية في الدول المستفيدة، سواء من خلال الاستثمار المباشر مع القطاع الخاص بالدول النامية في شركات تعود ملكيتها للصندوق أو يمتلك فيها الصندوق نسباً متفاوته، أو من خلال الاستثمار في أدوات مالية كالودائع والسندات. وقد أثبت هذا النهج فعاليته في تعزيز موارد الصندوق بما يساهم في تمكينه من مواصلة تعزيز دوره التنموي الحيوي.
أهم عناصر النشاط التشغيلي للصندوق:

## التمويل التنموي
يشكل التمويل التنموي المباشر المحور الأبرز في أنشطة صندوق أبوظبي للتنمية، ويتم بموجبه تقديم التمويل لمشاريع حيوية ضمن القطاعات الأكثر أهمية في اقتصاديات الدول النامية. ويشمل التمويل التنموي المباشر كلاً من:
- القروض التنموية الميسرة

يقوم الصندوق بتقديم قروض طويلة الأجل بمعدلات فائدة منخفضة لتمويل مشاريع تنموية في الدول النامية، بعد إجراء دراسات فنية واقتصادية مكثفة بشأنها، لضمان تحقيقها الأهداف التنموية المتوخاة منها وعلى رأسها مساهمتها الفعالة في تحفيز التنمية الاقتصادية المستدامة والارتقاء بمستوى معيشة السكان. وتتجسد إستراتيجية الصندوق في هذا المجال من خلال تركيزه على تمويل مشاريع ضمن القطاعات الأكثر حيوية مثل قطاع المياه والكهرباء والطرق والمواصلات والتعليم والصحة.
- إدارة منح الحكومة

يتولى صندوق أبوظبي للتنمية إدارة المنح التي تقدمها حكومة دولة الإمارات لتمويل مشاريع تنموية في الدول النامية، حيث تشمل مسؤوليات الصندوق في هذا المجال الإشراف المباشر على استخدام هذه المعونات في تنفيذ المشاريع المخصصة لها، ومتابعة سير المراحل المختلفة لإنجازها طبقاً للأهداف الموضوعة.
الاستثمارات
ينقسم النشاط الاستثماري لصندوق أبوظبي للتنمية إلى قسمين رئيسيين، يستهدف الأول توسيع نطاق ودور الصندوق في دفع عجلة التنمية الاقتصادية في الدول النامية، من خلال الاستثمار في شركات منتقاة ضمن قطاعات حيوية في تلك الدول، في حين يستهدف القسم الثاني استثمار السيولة المتاحة للصندوق بشكل يتيح تعزيز موارده وإيراداته التي تؤهله لمواصلة التوسع في تقديم العون الإنمائي. وتشمل الاستثمارات كلاً من:
- المساهمات

يساهم الصندوق في شركات استثمارية تنموية بالتعاون مع القطاعين الخاص والعام في الدول النامية. وتتراوح حصص الصندوق في هذه الشركات بين حصص متفاوتة أوالملكية الكاملة. وتركز إستراتيجية الصندوق في هذا المجال على الاستثمار في شركات تخدم قطاعات جوهرية تساعد في تعجيل عملية التنمية في هذه الدول، وهو ما يتكامل مع أهداف القروض الميسرة التي يقدمها الصندوق، حيث تشمل القطاعات التي تنشط فيها هذه الشركات كلا من: السياحة، الصناعة، الشركات القابضة، العقارات، وصناديق الأسهم الخاصة.
- إدارة السيولة المتاحة

يقوم الصندوق باستثمار السيولة المتاحة لديه بشكل يتيح تحقيق أعلى عائد ممكن عليها. وترتكز الاستراتيجية الاستثمارية للصندوق في هذا المجال على الاستثمار في أدوات مالية تتمتع بمستويات كبيرة من الأمان وتتراوح بين السندات من الفئة الأولى والودائع المصرفية. كما تراعى هذه الاستراتيجية إدارة السيولة بشكل يمكن الصندوق من سداد الالتزامات المالية بشكل سلس.

## العضويات الدولية

### البنك الآسيوي للاستثمار في البنية التحتية[9]
تم تكليف صندوق أبوظبي للتنمية بتمثيل دولة الإمارات العربية المتحدة في البنك الآسيوي للاستثمار في البنية التحتية، حيث ينسجم دوره الريادي في دعم جهود تحقيق التنمية المستدامة على مستوى عالمي مع أهداف البنك. بلغت مساهمة الصندوق في رأس مال البنك 1.2 درهم إماراتي. وقد انضمت دولة الإمارات كعضو مؤسس ودائم في أبريل 2015 إلى جانب أكثر من 57 دولة مؤسسة، حرصاً منها على تعزيز التعاون الدولي لتحسين مستوى حياة الشعوب في الدول النامية، بما يتوافق مع أهداف البنك الداعمة للدول النامية في قارة آسيا.

### صندوق الشراكة مع دول جزر الكاريبي[10]
أنشأ صندوق أبوظبي للتنمية، بالتعاون مع "مصدر"، صندوق الشراكة الإماراتي-الباسيفيكي لتمويل مشاريع الطاقة الشمسية وطاقة الرياح في فيجي، كيريباتي، ساموا، توفالو، وفانواتو. ستقوم "مصدر" بتصميم وتنفيذ هذه المشاريع بالتعاون مع حكومات هذه الدول. وسيوفر صندوق أبوظبي للتنمية تمويلًا بقيمة 50 مليون دولار، وستغطي هذه الأموال دراسات الجدوى للمشاريع، وتصميم الهندسة، وتوريد وتركيب معدات المحطات، والبناء، بالإضافة إلى تدريب التشغيل والصيانة.

### صندوق الشراكة مع دول جزر المحيط الهادئ[11]
يدير صندوق أبوظبي للتنمية منحة حكومة دولة الإمارات بقيمة 184 مليون درهم (50 مليون دولار أمريكي) لدعم مشاريع الطاقة المتجددة في 11 دولة من دول المحيط الهادئ "الباسيفيك". أطلقت وزارة الخارجية والتعاون الدولي في عام 2013 صندوق الشراكة بين دولة الإمارات ودول المحيط الهادئ لتمويل مشاريع الطاقة في تلك الدول. وتقوم شركة أبوظبي لطاقة المستقبل "مصدر" بإنشاء تلك المشاريع.

### صندوق العيش والمعيشة[12]
انضم صندوق أبوظبي للتنمية في سبتمبر 2016 كعضو مؤسس في المجلس التنفيذي لصندوق العيش والمعيشة الذي أنشأه البنك الإسلامي للتنمية بالتنسيق مع صندوق التضامن الإسلامي للتنمية ومؤسسة بيل وميلندا غيتس العالمية ، ويساهم صندوق أبوظبي للتنمية بنحو 184 مليون درهم ( 50 مليون دولار) برأسمال البنك بهدف توفير قروضاً ميسرة بقيمة 2.5 مليار دولار على مدار 5 سنوات لتمويل مشاريع تنموية في الدول الأعضاء في البنك الإسلامي للتنمية .

### مبادرة الصندوق لدعم مشاريع الطاقة المتجددة بالتعاون مع "آيرينا"[13]
أطلق صندوق أبوظبي للتنمية في عام 2013 مبادرة لتمويل مشاريع الطاقة المتجددة بالتعاون مع الوكالة الدولية للطاقة المتجددة "آيرينا"، حيث تعهد الصندوق بتقديم 1.285 مليار درهم (350 مليون دولار) كقروض ميسّرة وبواقع 183.6 مليون درهم (50 مليون دولار) ولمدة سبع دورات تمويلية وذلك بهدف تمويل مشاريع للطاقة المتجددة في الدول النامية الأعضاء في "آيرينا" ومساعدة الدول النامية على توفير الطاقة من مصادر مستدامة،

### مجموعة التنسيق[14]
تأسست مجموعة التنسيق في عام 1975 بهدف تعزيز جهود التنمية والعمل المشترك بين أعضائها، والتنسيق فيما بينهم في مجال تقييم المشروعات وتمويلها ومتابعتها وإدارة القروض، كما تهدف أيضاً إلى توافق جهود تلك المؤسسات لتحقيق التقارب والتماثل في سياساتها التي تحكم عملياتها التمويلية. وتضم مجموعة التنسيق التي تجتمع مرة كل ستة أشهر بهدف التنسيق والمتابعة 10 مؤسسات من بينها أربع مؤسسات وطنية خليجية وهي صندوق أبوظبي للتنمية، والصندوق الكويتي للتنمية الاقتصادية العربية، والصندوق السعودي للتنمية، وصندوق قطر للتنمية، كما يضم ست مؤسسات إقليمية وهي الصندوق العربي للإنماء الاقتصادي والاجتماعي، والبنك الإسلامي للتنمية، وصندوق الأوبك للتنمية الدولية، والمصرف العربي للتنمية الاقتصادية في أفريقيا، وبرنامج الخليج العربي للتنمية، وصندوق النقد العربي.

### مجلس التعاون الخليجي
في عام 2013، قدمت دولة الإمارات العربية المتحدة ثلاثة منح تنموية بقيمة 18.39 مليار درهم إماراتي من خلال برنامجين لمجلس التعاون الخليجي لدعم التنمية في كل من الأردن والمغرب والبحرين. تم تخصيص 9.19 مليار درهم للبحرين و4.6 مليار درهم لكل من الأردن والمغرب.

## الدول العربية
في العالم العربي، قدم صندوق أبوظبي للتنمية أكثر من 52.7 مليار درهم لتمويل مشاريع في كل من البحرين، عمان، الأردن، فلسطين، مصر، سوريا، اليمن، السودان، الجزائر، موريتانيا، تونس، لبنان، الصومال و (صوماليلاند)، جيبوتي، المغرب، وجزر القمر.

## إفريقيا
قدم صندوق أبوظبي للتنمية حوالي 17.2 مليار درهم لتمويل مشاريع في إفريقيا، تشمل الدول المستفيدة موريشيوس، سيشيل، غامبيا، إريتريا، بوركينا فاسو، بنين، غينيا، تنزانيا، ليسوتو، السنغال، أوغندا، الكونغو، الكونغو برازافيل، كينيا، بوروندي، غينيا بيساو، مدغشقر، مالاوي، مالي، النيجر، سيراليون، إثيوبيا، زامبيا، جنوب السودان، والرأس الأخضر.

## آسيا
قدم صندوق أبوظبي للتنمية حوالي 5 مليار درهم لتمويل مشاريع في آسيا، تشمل الدول المستفيدة أرمينيا، طاجيكستان، جزر المالديف، الهند، سريلانكا، إندونيسيا، ماليزيا، بالا، ميكرونيسيا، ناورو، جزر سليمان، فناواتو، فيجي، ساموا، توفالو، كيريباتي، جزر مارشال، قيرغستان، كازاخستان، منغوليا، تونغا، بنغلاديش، باكستان، أفغانستان، تركمنستان، أذربيجان، وأوزبكستان.

## آخرى
تم تقديم حوالي 11 مليار درهم لتمويل مشاريع في دول أخرى، تشمل الدول المستفيدة سانت فنسنت وغرينادينز، كولومبيا، بليز، كوبا، البهاما، أنتيغوا وبربودا، الأرجنتين، بربادوس، دومينيكا، بيلاروسيا، الجبل الأسود، مالطة، صربيا، تركيا، ألبانيا، الاتحاد الروسي، إيطاليا، سانت لوسيا، غيانا، ترينيداد وتوباغو، سورينام، سانت كيتس ونيفيس، الدومينيكان، هايتي، جامايكا، وغرينادا.

## الشركاء الاستراتيجيين[18]
- البنك الآسيوي للاستثمار في البنية التحتية
- بنك التنمية الآسيوي
- بنك التنمية الألماني – ألمانيا
- الصندوق العربي للإنماء الاقتصادي والاجتماعي
- الصندوق الكويتي للتنمية الاقتصادية العربية
- الصندوق السعودي للتنمية
- صندوق أوبك للتنمية الدولية
- المصرف العربي للتنمية الاقتصادية في أفريقيا
- الوكالة الدولية للطاقة المتجددة (إيرينا)
- برنامج الخليج العربي للتنمية
- مبادلة
- مصدر
- منظمة التعاون الاقتصادي والتنمية
- وزارة الخارجية والتعاون الدولي
- البنك الإسلامي للتنمية

## آخرى
- مؤسسة زايد للأعمال الخيرية والإنسانية